# Географія Кот-д'Івуару
Кот-д'Івуар — західноафриканська країна, що лежить на північному березі Гвінейської затоки . Загальна площа країни 322 463 км² (69-те місце у світі), з яких на суходіл припадає 318 003 км², а на поверхню внутрішніх вод — 4 460 км². Площа країни вдвічі менша за площу території України. 

## Назва
Офіційна назва — Республіка Кот-д'Івуар, Кот-д'Івуар (фр. Republique de Côte d'Ivoire, Côte d'Ivoire). Назва країни у перекладі з французької означає Берег Слонової Кістки. Названа так у зв'язку з інтенсивною торгівлею в даному регіоні у XV-XVII століттях слоновою кісткою. Аналогічним чином інші ділянки африканського берега були названі як «Зерновий берег», «Золотий берег» і «Невільничий берег».

## Географічне положення

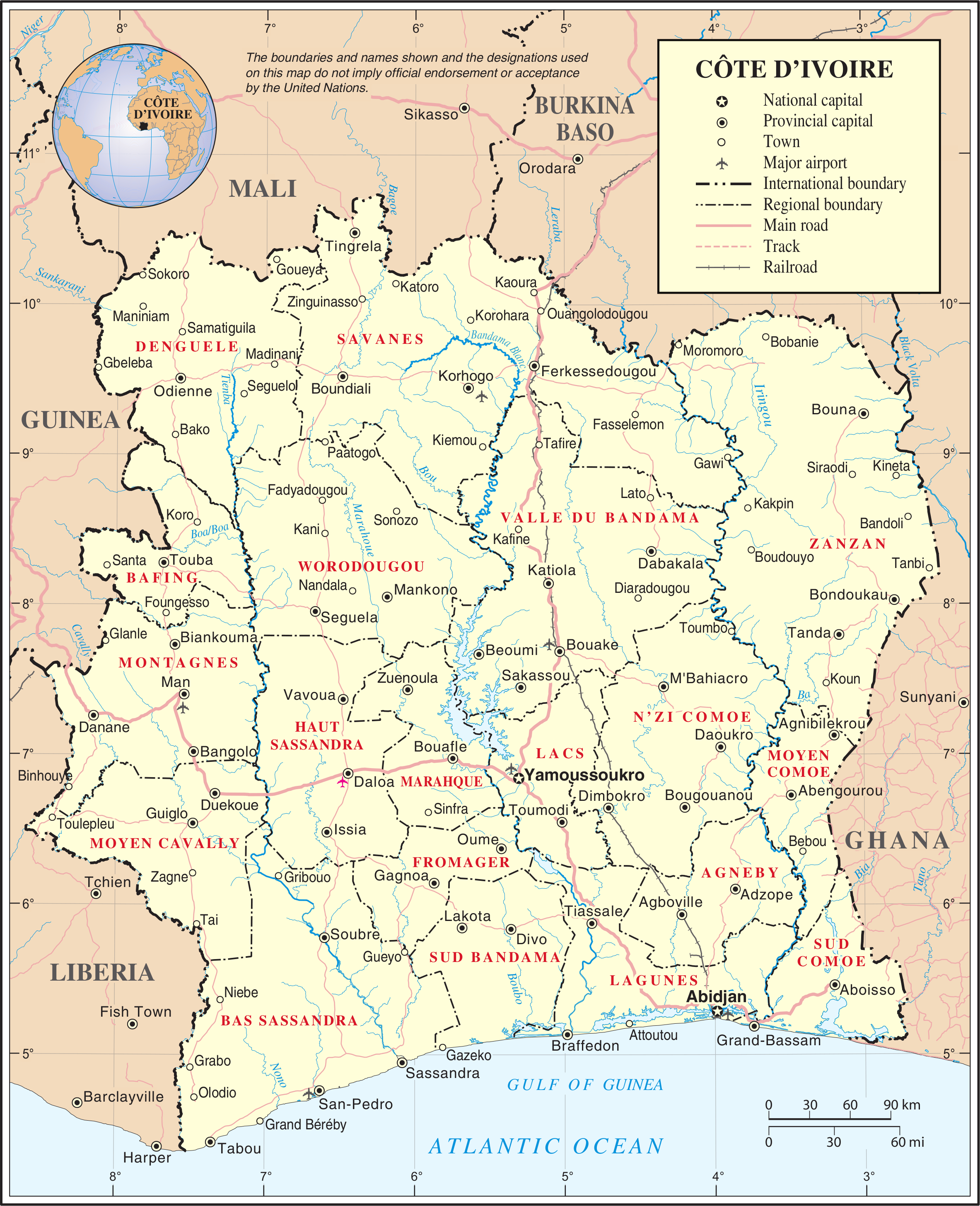
Карта Кот-д'Івуару від ООН

Порівняння розмірів території Кот-д'Івуару та США

Кот-д'Івуар — західноафриканська країна, що межує з п'ятьма іншими країнами: на півночі — з Малі (спільний кордон — 599 км) і Буркіна-Фасо (545 км), на сході — з Ганою (720 км), на заході — з Гвінеєю (816 км) і Ліберією (778 км). Загальна довжина державного кордону — 3458 км. Кот-д'Івуар на півдні омивається водами Гвінейської затоки Атлантичного океану. Загальна довжина морського узбережжя 515 км.
Згідно з Конвенцією Організації Об'єднаних Націй з морського права (UNCLOS) 1982 року, протяжність територіальних вод країни встановлено в 12 морських миль (22,2 км). Виключна економічна зона встановлена на відстань 200 морських миль (370,4 км) від узбережжя. Континентальний шельф — 200 морських миль (370,4 км) від узбережжя.

### Час
Час у Кот-д'Івуарі: UTC0 (-2 години різниці часу з Києвом).

## Геологія

### Корисні копалини
Надра Кот-д'Івуару багаті на ряд корисних копалин: нафту, природний газ, алмази, марганець, залізну руду, кобальт, боксити, мідь, золото, нікель, тантал, сілікатні піски, каолін.

## Рельєф
Середні висоти — 25(0 м; найнижча точка — рівень вод Гвінейської затоки (0 м); найвища точка — гора Німба (1752 м). Рельєф країни досить плоский, профіль поверхні характеризується рівнинами і плато. Але на заході країни є висоти понад 1000 метрів над рівнем моря. Тут, прямо на кордоні з Гвінеєю найвища вершина обох держав — гора Німба. Південна частина Кот-д'Івуара — низовина, що підвищується на півночі, переходячи у нагір'я висотою 400—1800 м. Більш високі плато із зубчастими форми із твердих порід. Рівні, що лежать нижче є більш м'які форми і, як правило, зроблені з пухкої матеріалу. Домінуючим елементом на рівнинах і плато є залізисті кірки вивітрювання, які видно на поверхні у вигляді іржі кольору пластин, але часто покритих піском, гравієм, іншим тонкодисперсним матеріалом.

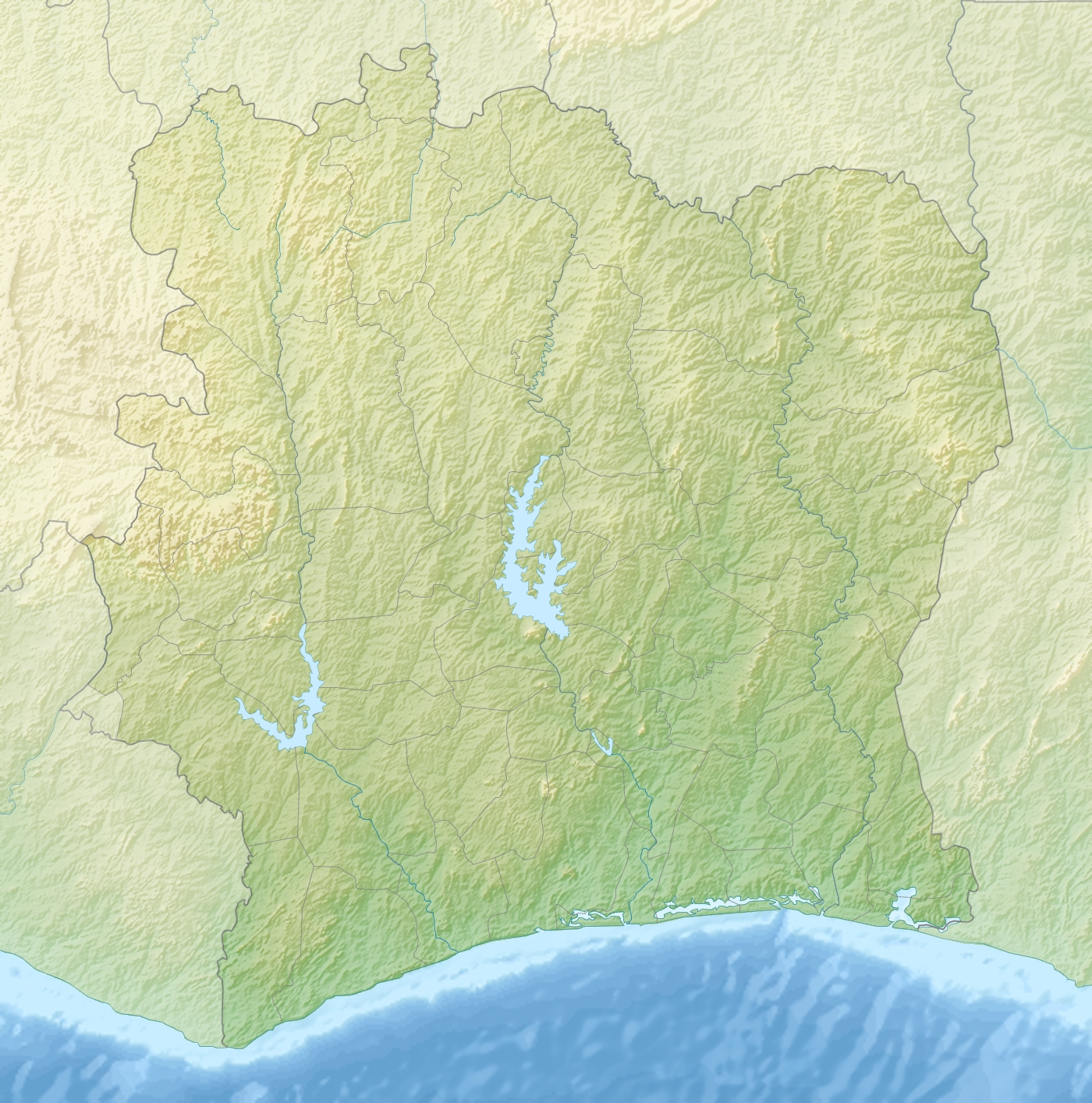
Рельєф Кот-д'Івуару
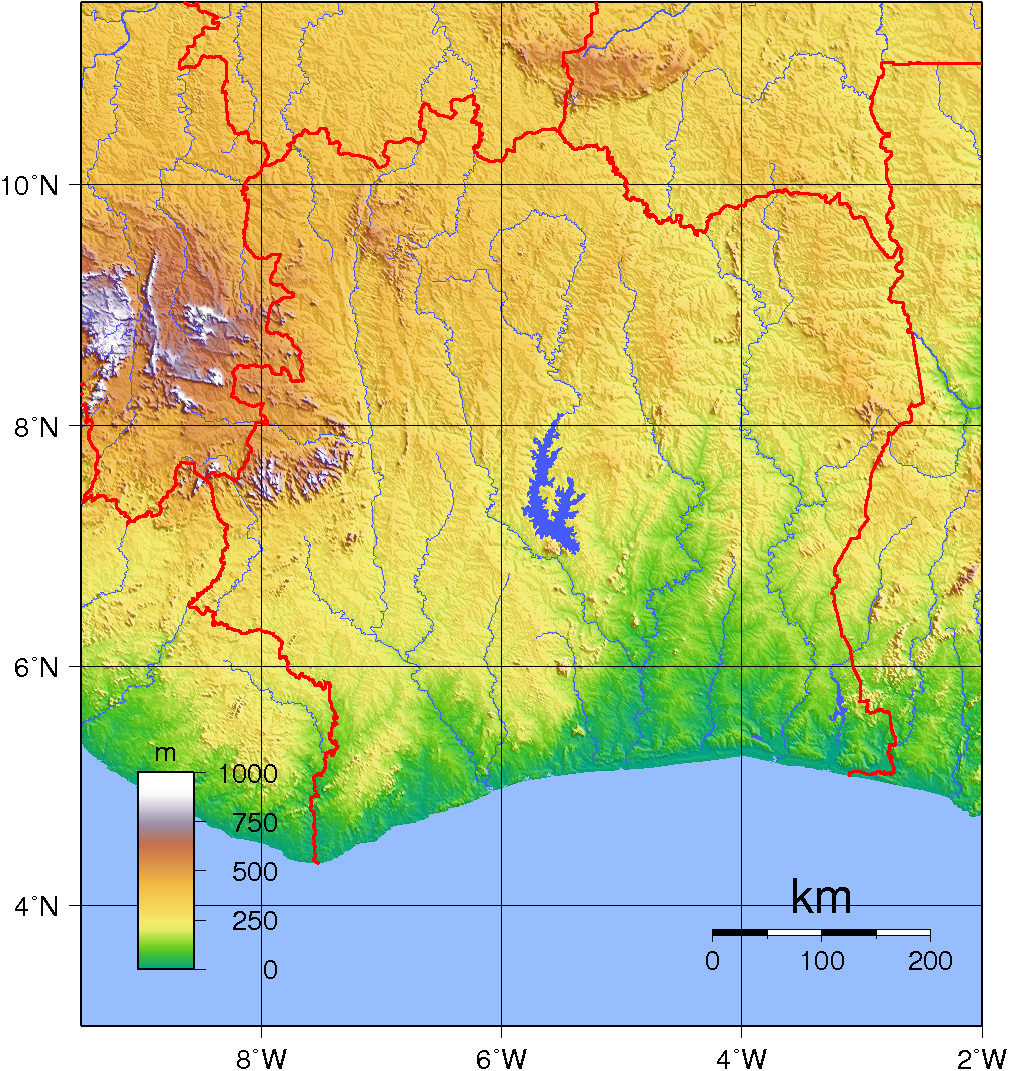
Гіпсометрична карта Кот-д'Івуару
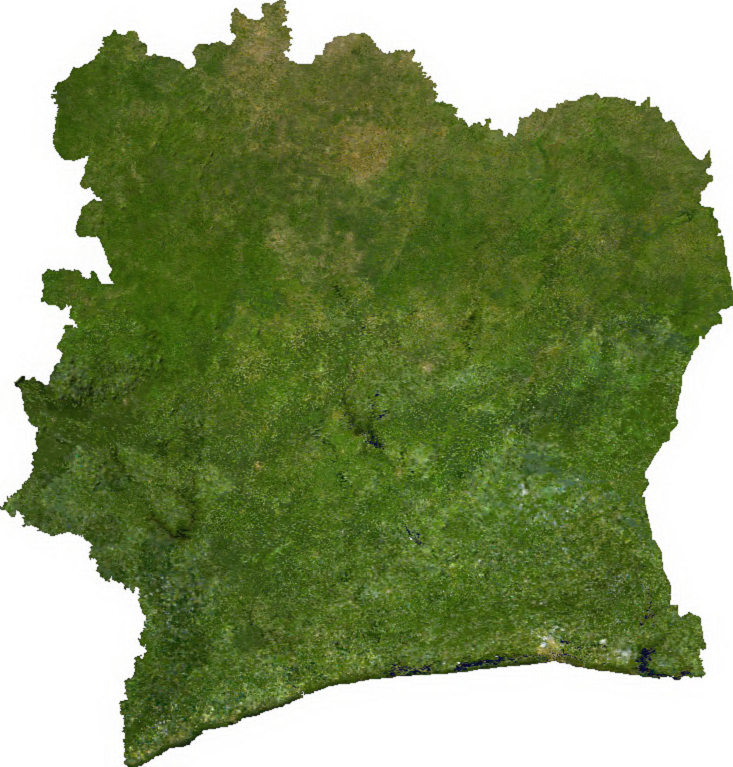
Супутниковий знімок поверхні країни
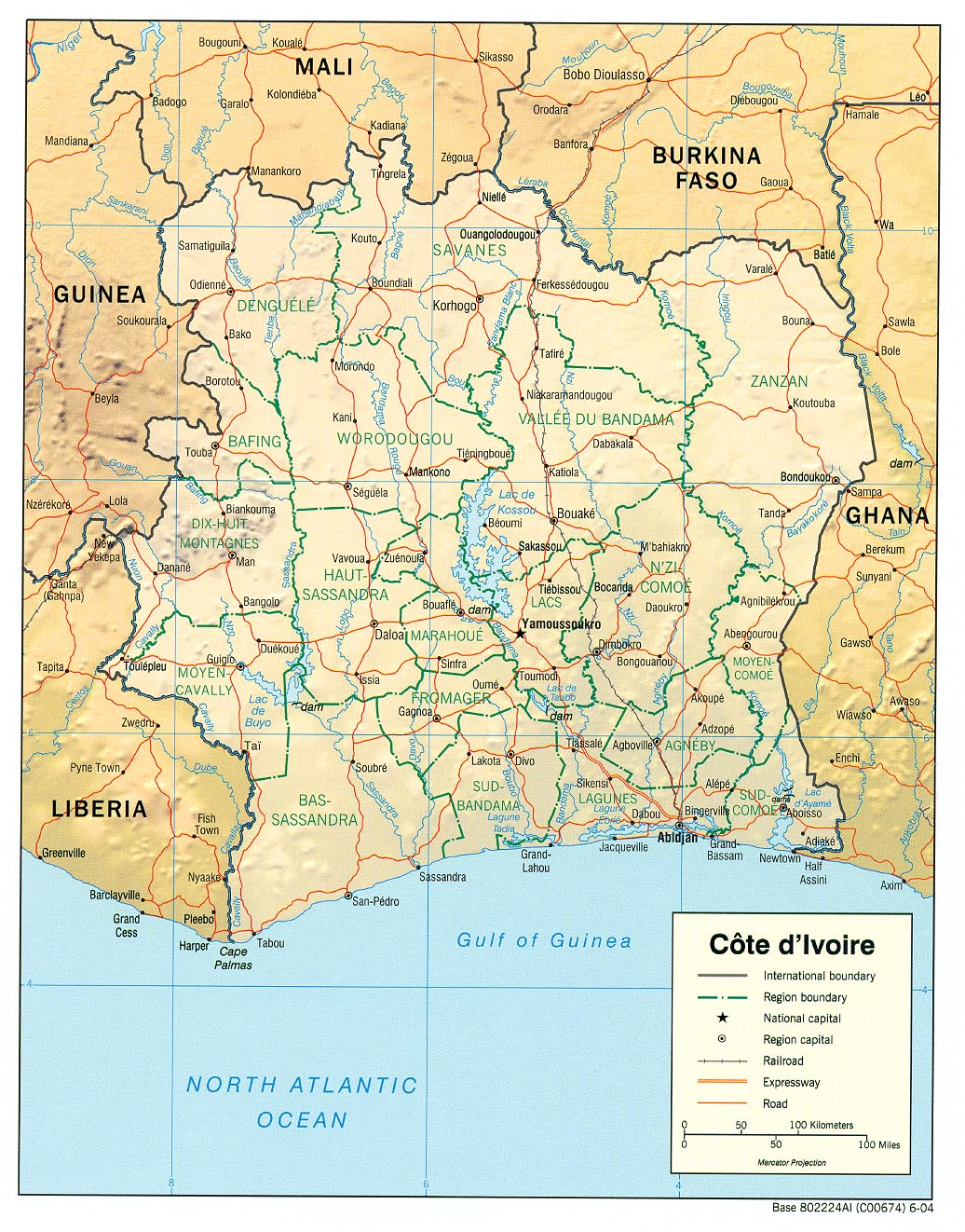
Карта країни (англ.)

## Клімат
Південь Кот-д'Івуару лежить у екваторіальному кліматичному поясі, північ — у субекваторіальному. Цілий рік панують екваторіальні повітряні маси. На узбережжі цілий рік спекотно, сезонні коливання температури незначні, значно менші за добові. превалюють слабкі вітри, цілий рік надмірне зволоження, майже щодня по обіді йдуть дощі, часто зливи з грозами. Річна норма атмосферних опадів сягає 4000 мм. На півночі влітку переважають екваторіальні повітряні маси, взимку — тропічні. Влітку вітри дмуть від, а взимку до екватора. Сезонні амплітуди температури повітря незначні, зимовий період не набагато прохолодніший за літній. Зволоження достатнє, до 880 мм на рік, але влітку може відмічатись посушливий сезон.

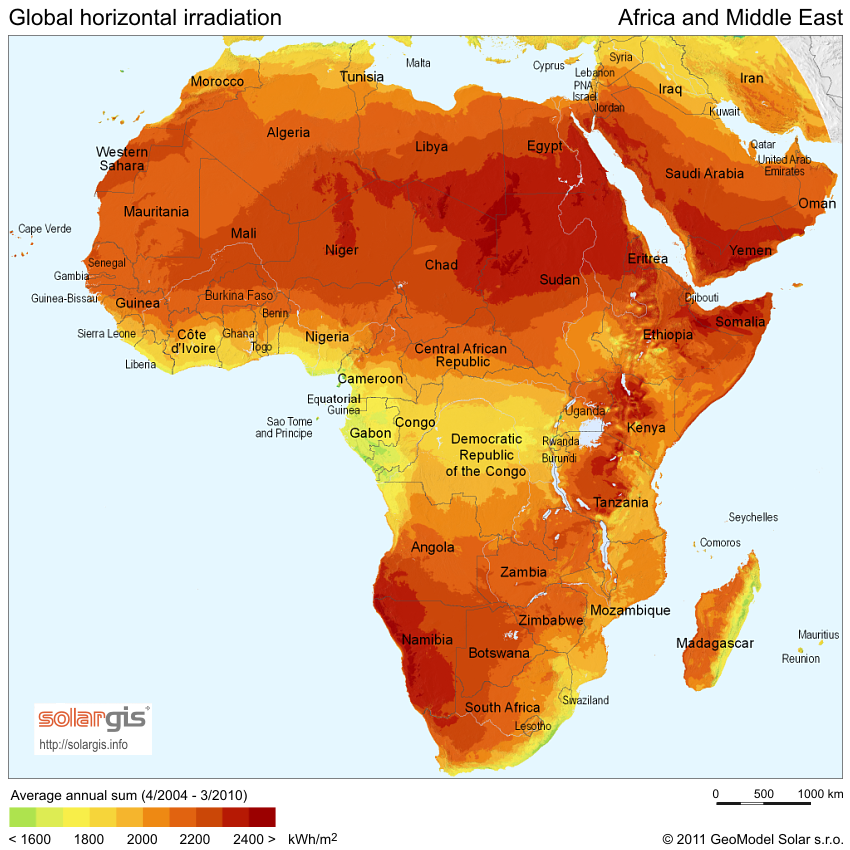
Сонячна радіація (англ.)
Кліматична карта Кот-д'Івуару (за Кеппеном)
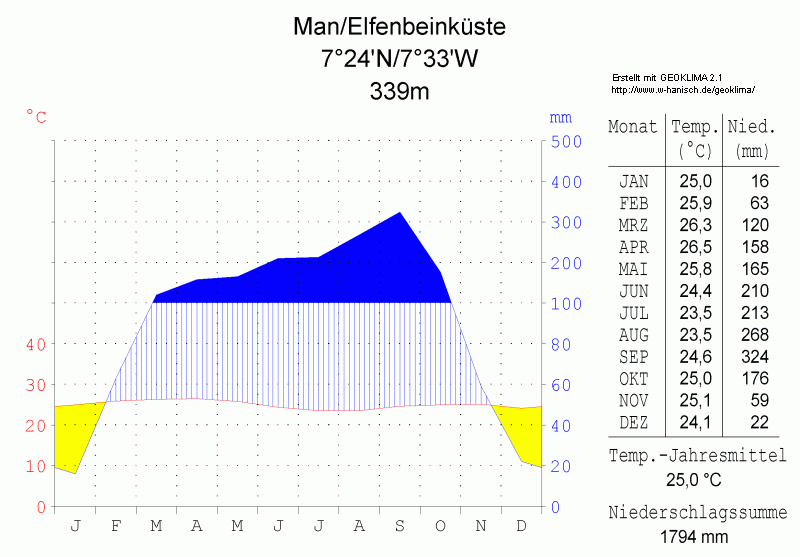
Кліматограма Мана
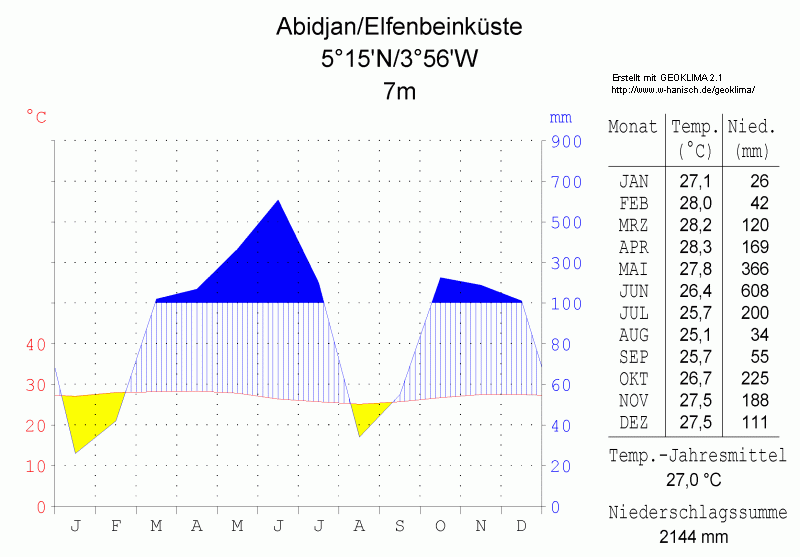
Кліматограма Абіджана

Кот-д'Івуар є членом Всесвітньої метеорологічної організації (WMO), в країні ведуться систематичні спостереження за погодою.

## Внутрішні води
Загальні запаси відновлюваних водних ресурсів (ґрунтові і поверхневі прісні води) становлять 81,14 км³.
Станом на 2012 рік в країні налічувалось 730 км² зрошуваних земель.

Гідрографічна мережа Кот-д'Івуару (фр.)
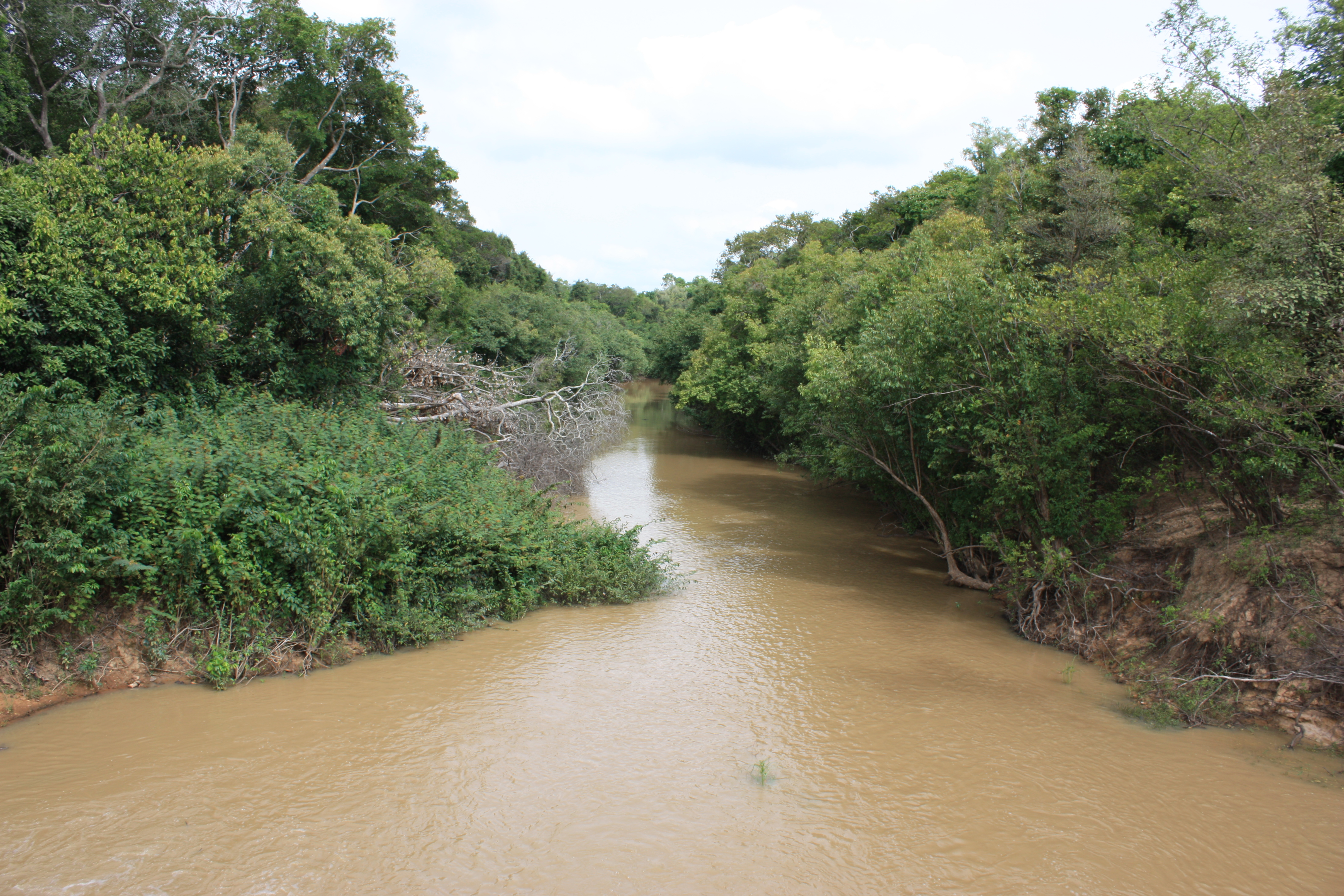
Річка Комое
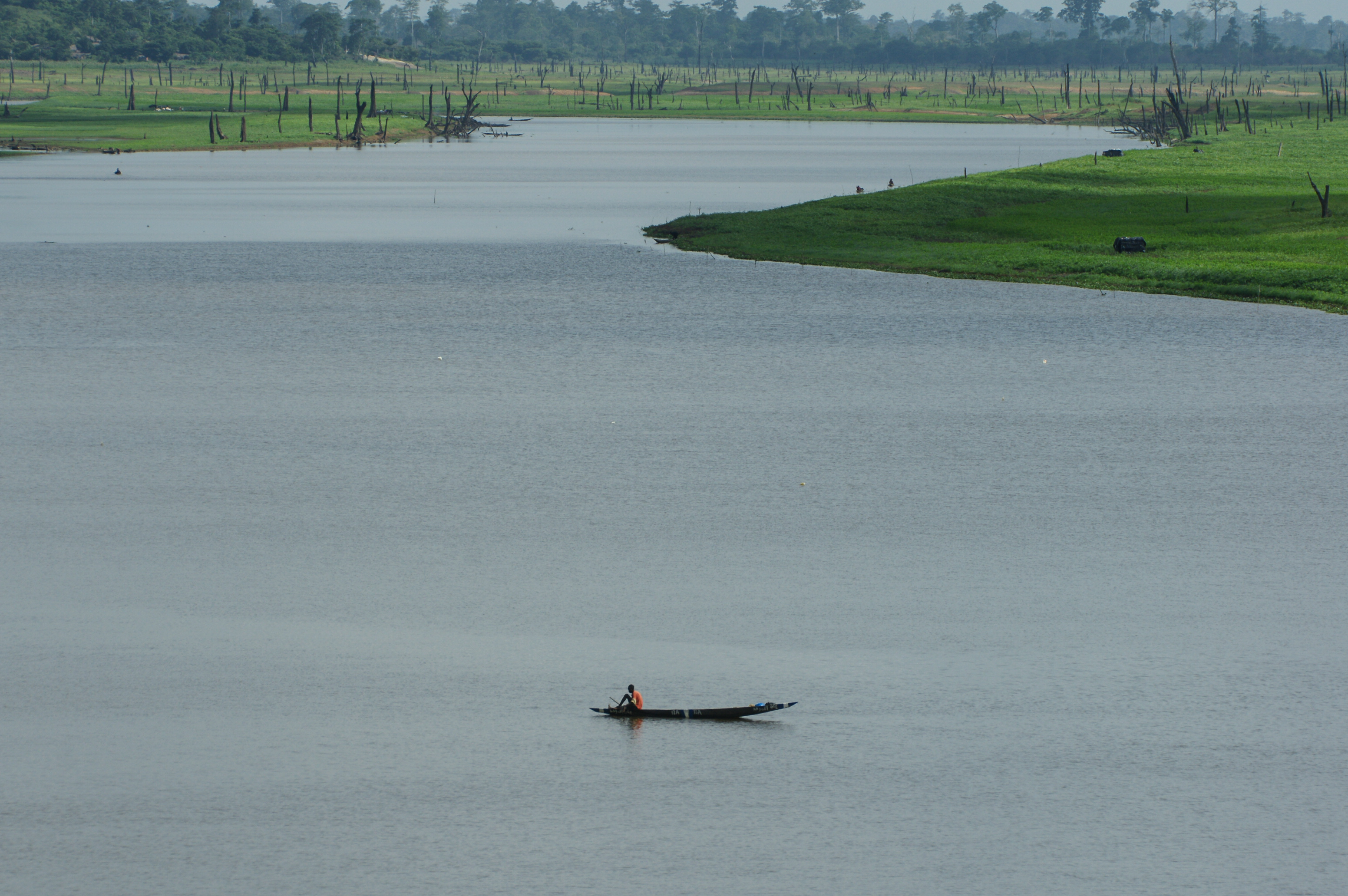
Річка Сассандра
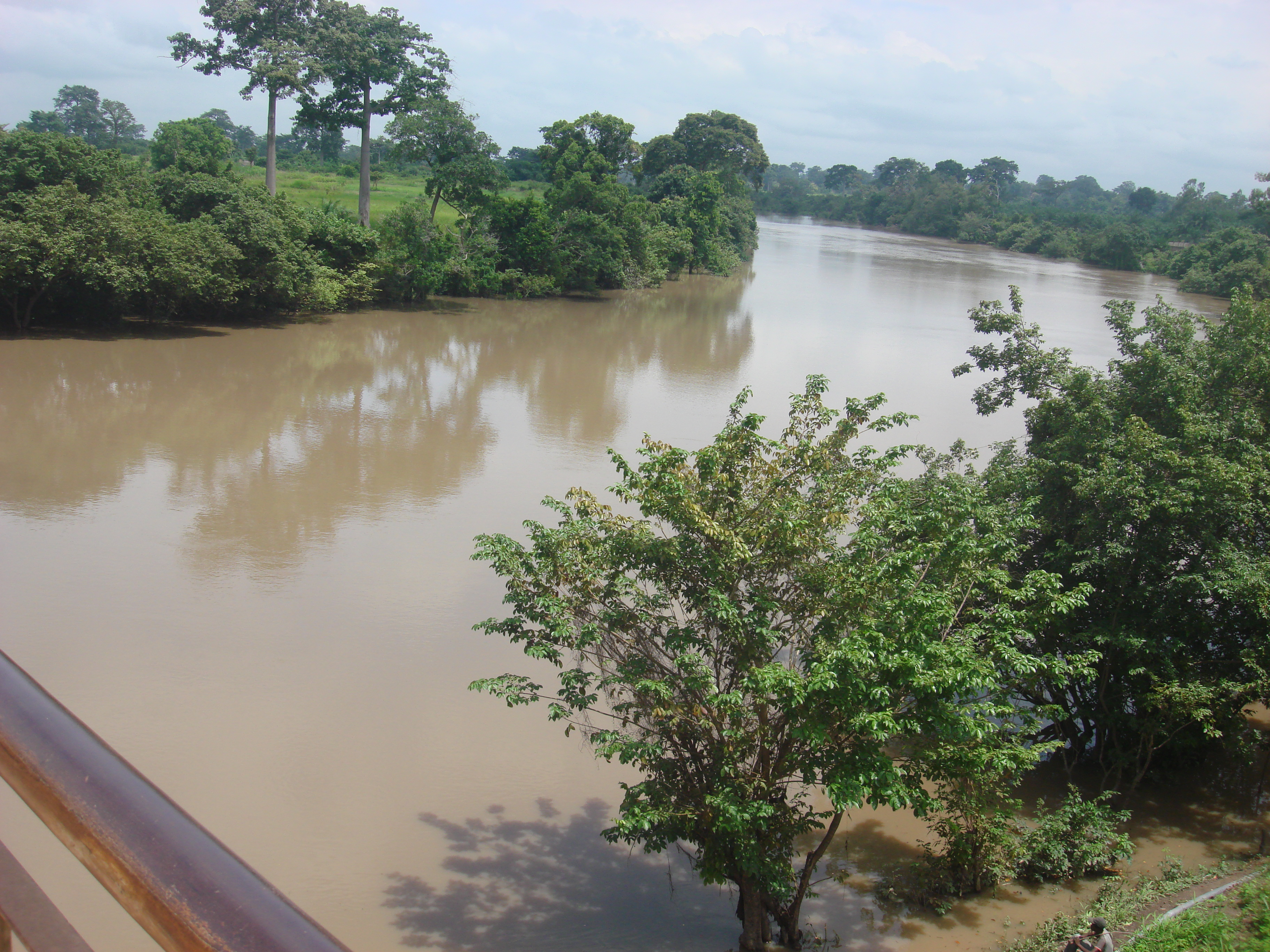
Річка Бандама
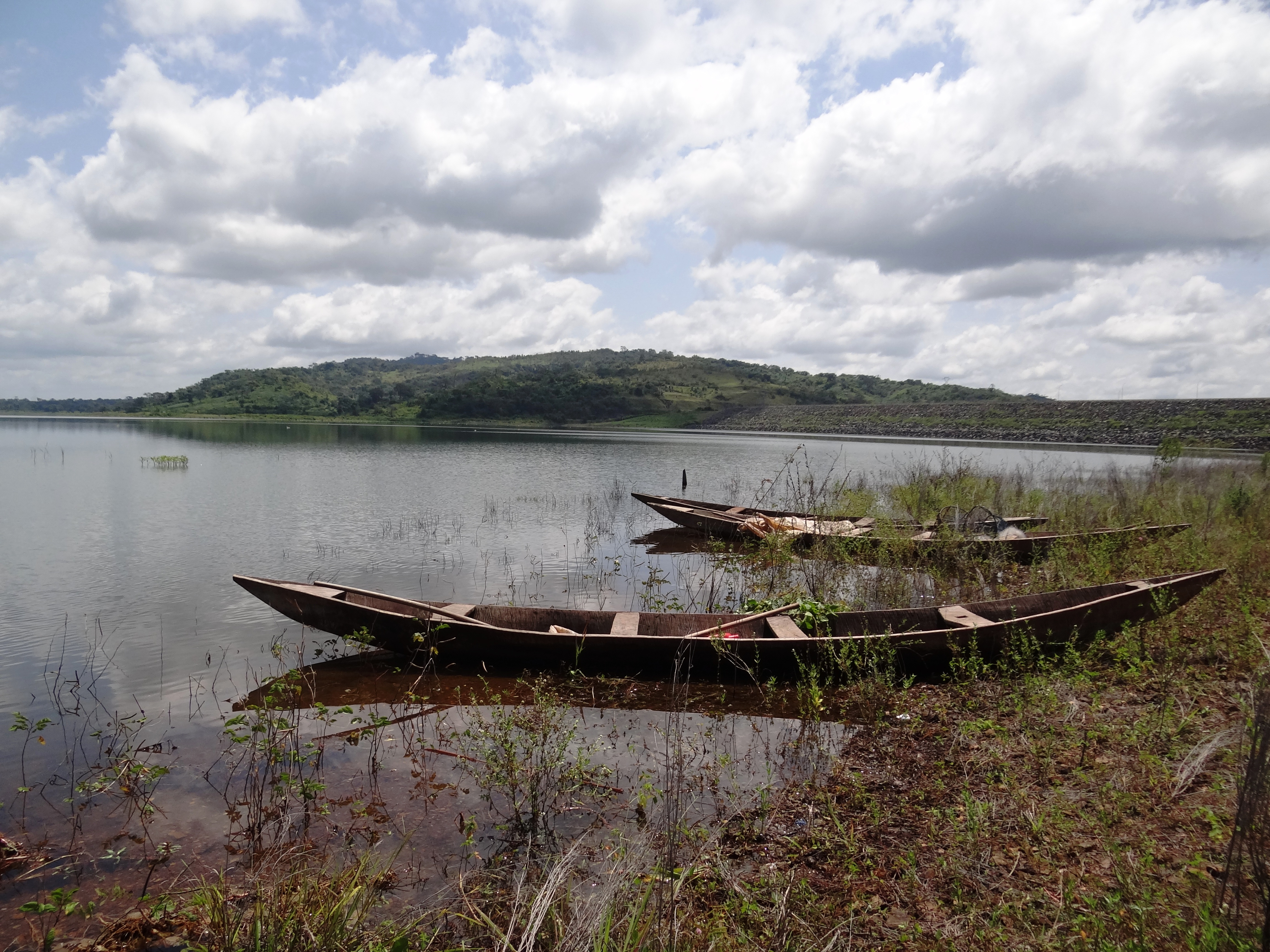
Водосховище Коссу

### Річки
Річки країни належать басейну Гвінейської затоки Атлантичного океану. Найбільші річки: Комое (1160 км), Сассандра (1200 км), Бандама (1050 км). Інші важливі річки є притоками до них, або вони розташовані на узбережжі, з власними невеликими водозбірними площами: Табу, Неро, Сан-Педро, Боло, Ніуніуру, Бубо, Агнебі й Біа.

### Озера
Найбільші озера: водосховище Коссу, Буйостазі, Аяместазі.

### Болота
У країні великі площі зайняті водно-болотними угіддями.

## Рослинність
Тропічні ліси на півдні, савана на півночі.
Земельні ресурси Кот-д'Івуару (оцінка 2011 року):
- придатні для сільськогосподарського обробітку землі — 64,8 %,
  - орні землі — 9,1 %,
  - багаторічні насадження — 14,2 %,
  - землі, що постійно використовуються під пасовища — 41,5 %;
- землі, зайняті лісами і чагарниками — 32,7 %;
- інше — 2,5 %[1].

## Тваринний світ
Зоогеографічно територія країни належить до Ефіопської області: південна частина, узбережжя Гвінейської затоки — до Західноафриканської, північна частина — до Східноафриканської підобласті.

## Охорона природи
Кот-д'Івуар є учасником ряду міжнародних угод з охорони навколишнього середовища:
- Конвенції про біологічне різноманіття (CBD),
- Рамкової конвенції ООН про зміну клімату (UNFCCC),
- Кіотського протоколу до Рамкової конвенції,
- Конвенції ООН про боротьбу з опустелюванням (UNCCD),
- Конвенції про міжнародну торгівлю видами дикої фауни і флори, що перебувають під загрозою зникнення (CITES),
- Базельської конвенції протидії транскордонному переміщенню небезпечних відходів,
- Конвенції з міжнародного морського права,
- Лондонської конвенції про запобігання забрудненню моря скиданням відходів,
- Монреальського протоколу з охорони озонового шару,
- Міжнародної конвенції запобігання забрудненню з суден (MARPOL),
- Міжнародної угоди про торгівлю тропічною деревиною 1983 і 1994 років,
- Рамсарської конвенції із захисту водно-болотних угідь[12],
- Міжнародної конвенції з регулювання китобійного промислу[1].

## Стихійні лиха та екологічні проблеми
На території країни спостерігаються небезпечні природні явища і стихійні лиха: великі хвилі на узбережжі Гвінейської затоки (калема) та відсутність природних гаваней сильно ускладнюють судноплавство; під час сезону дощів можливі руйнівні повіді.
Серед екологічних проблем варто відзначити:
- знеліснення, більшість лісових масивів, колись найбільших в Західній Африці, зведені лісозаготівлями;
- забруднення вод побутовими, промисловими стоками, сільськогосподарськими хімікатами.

## Фізико-географічне районування
У фізико-географічному відношенні територію Кот-д'Івуару можна розділити на _ райони, що відрізняються один від одного рельєфом, кліматом, рослинним покривом: .

### Українською
- Атлас світу / голов. ред. І. С. Руденко ; зав. ред. В. В. Радченко ; відп. ред. О. В. Вакуленко. — К. : ДНВП «Картографія», 2005. — 336 с. — ISBN 9666315467.
- Атлас. 7 клас. Географія материків і океанів / Укладачі О. Я. Скуратович, Н. І. Чанцева. — К. : ДНВП «Картографія», 2014.
- Бєлозоров С. Т. Африка : фізико-географічний нарис. — вид. 2-ге, перероб. і доп. — К. : Радянська школа, 1957. — 232 с.
- Барановська О. В. Фізична географія материків і океанів : навч. посіб. для студентів ВНЗ : [у 2 ч.]. — Н. : Ніжинський державний університет ім. Миколи Гоголя, 2013. — 306 с. — ISBN 978-617-527-106-3.
- Кот-д'Івуар // Гірничий енциклопедичний словник : [у 3-х тт.] / за ред. В. С. Білецького. — Д. : Східний видавничий дім, 2004. — Т. 3. — 752 с. — ISBN 966-7804-78-X.
- Костів Л. Я. Фізична географія материків і океанів. Африка : навч.-метод. посібник. — Л. : Видавничий центр ЛНУ імені Івана Франка, 2017. — 184 с. — ISBN 978-617-10-0374-3.
- Панасенко Б. Д. Фізична географія материків : навч. посіб. : в 2 ч. — В. : ЕкоБізнесЦентр, 1999. — 200 с.
- Юрківський В. М. Регіональна економічна і соціальна географія. Зарубіжні країни: Підручник. — 2-ге. — К. : Либідь, 2001. — 416 с. — ISBN 966-06-0092-5.

### Англійською
- (англ.) Graham Bateman. The Encyclopedia of World Geography. — Andromeda, 2002. — 288 с. — ISBN 1871869587.

### Російською
- (рос.) Авакян А. Б., Салтанкин В. П., Шарапов В. А. Водохранилища. — М. : Мысль, 1987. — 326 с. — (Природа мира)
- (рос.) Алисов Б. П., Берлин И. А., Михель В. М. Курс климатологии [в 3-х тт.] / под. ред. Е. С. Рубинштейна. — Л. : Гидрометиздат, 1954. — Т. 3. Климаты земного шара. — 320 с.
- (рос.) Апродов В. А. Вулканы. — М. : Мысль, 1982. — 368 с. — (Природа мира)
- (рос.) Апродов В. А. Зоны землетрясений. — М. : Мысль, 2010. — 462 с. — (Природа мира) — ISBN 978-5-244-01122-7.
- (рос.) Кот-д'Ивуар // Африка: энциклопедический справочник [в 2-х тт.] / гл. ред. А. А. Громыко. — М. : Советская энциклопедия, 1986. — Т. 2. К-Я. — 671 с.
- (рос.) Бабаев А. Г., Зонн И. С., Дроздов Н. Н., Фрейкин З. Г. Пустыни. — М.  : Мысль, 1986. — 320 с. — (Природа мира)
- (рос.) Браун Л. Африка. — М. : Прогресс, 1976. — 288 с. — (Континенты, на которых мы живем)
- (рос.) Букштынов А. Д., Грошев Б. И., Крылов Г. В. Леса. — М. : Мысль, 1981. — 316 с. — (Природа мира)
- (рос.) Власова Т. В. Физическая география материков. С прилегающими частями океанов. Южная Америка, Африка, Австралия и Океания, Антарктида. — 4-е, перераб. — М. : Просвещение, 1986. — 269 с.
- (рос.) Гвоздецкий Н. А., Голубчиков Ю. Н. Горы. — М. : Мысль, 1987. — 400 с. — (Природа мира)
- (рос.) Гвоздецкий Н. А. Карст. — М. : Мысль, 1981. — 214 с. — (Природа мира)
- (рос.) Географический энциклопедический словарь: географические названия / под. ред. А. Ф. Трёшникова. — 2-е изд., доп. — М. : Советская энциклопедия, 1989. — 585 с. — ISBN 5-85270-057-6.
- (рос.) Исаченко А. Г., Шляпников А. А. Ландшафты. — М. : Мысль, 1989. — 504 с. — (Природа мира) — ISBN 5-244-00177-9.
- (рос.) Каплин П. А., Леонтьев О. К., Лукьянова С. А., Никифоров Л. Г. Берега. — М. : Мысль, 1991. — 480 с. — (Природа мира) — ISBN 5-244-00449-2.
- (рос.) Словарь современных географических названий / под общей редакцией акад. В. М. Котлякова. — Екатеринбург : У-Фактория, 2006.
- (рос.) Литвин В. М., Лымарев В. И. Острова. — М. : Мысль, 2010. — 288 с. — (Природа мира) — ISBN 978-5-244-01129-6.
- (рос.) Лобова Е. В., Хабаров А. В. Почвы. — М. : Мысль, 1983. — 304 с. — (Природа мира)
- (рос.) Максаковский В. П. Географическая картина мира. Книга I: Общая характеристика мира. — М. : Дрофа, 2008. — 495 с. — ISBN 978-5-358-05275-8.
- (рос.) Максаковский В. П. Географическая картина мира. Книга II: Региональная характеристика мира. — М. : Дрофа, 2009. — 480 с. — ISBN 978-5-358-06280-1.
- (рос.) Поспелов Е. М. Географические названия мира: Топонимический словарь. — М. : АСТ, 2005.
- (рос.) Кот-д'Ивуар // Страны Африки. Политико-экономический справочник / ред. В. Солодовников, В. Румянцев. — М. : Издательство политической литературы, 1969. — 318 с.
- (рос.) Физико-географический атлас мира. — М. : Академия наук СССР и Главное управление геодезии и картографии ГУГК СССР, 1964. — 298 с.
- (рос.) Энциклопедия стран мира / глав. ред. Н. А. Симония. — М. : НПО «Экономика» РАН, отделение общественных наук, 2004. — 1319 с. — ISBN 5-282-02318-0.

### Французькою
- (фр.) L'Encyclopédie générale de la Côte d'Ivoire: le milieu et l'histoire, Nouvelles éditions africaines. — Abidjan, Paris, 1978. — ISBN 2-7236-0542-6.